# Fass Gallery
Galeria FASS (Faculty of Arts and Social Sciences Gallery, FASS Gallery) – galeria zlokalizowana na terenie kampusu Wydziału Sztuki i Nauk Społecznych Uniwersytetu Sabanci w Stambule. Galeria wystawia wszystkie rodzaje sztuki wizualnej. Stymuluje rozwój studentów poprzez organizowanie wspólnych wystaw z uznanymi artystami z kraju i zagranicy. Galeria oferuje 70 m² przestrzeni wystawienniczej z ruchomymi panelami pozwalającymi na różnorodną aranżację ekspozycji.